# Pedro Botelho
Pedro Roberto Silva Botelho (* 14. Dezember 1989 in Salvador da Bahia) ist ein brasilianischer Fußballspieler.

## Karriere
Pedro Botelho begann seine Karriere in der brasilianischen Liga bei Figueirense FC. 2005 unterschrieb er einen Profivertrag. 2007 wurde er vom englischen Klub FC Arsenal verpflichtet. Der Linksfuß, der linker Verteidiger sowie linker Mittelfeldspieler spielen kann, bekam in England keine Arbeitserlaubnis, deshalb musste er 2007 gleich zum UD Salamanca weiter verliehen werden. Pedro hofft im Januar 2007 eine Arbeitserlaubnis zu bekommen. Zur Saison 2009/10 wurde er an Celta Vigo verliehen. Dieser Leihe folgten innerhalb Spaniens weitere. 2012 kehrte der Spieler dann in seine Heimat zurück, wo er bei Athletico Paranaense unterzeichnete. Zur Rückrunde der Saison 2015/16 gelang Botelho noch ein Mal der Sprung nach Europa zu GD Estoril Praia. Danach kehrte in seine Heimat zurück und spielt hier seitdem für unterklassige Klubs.

## Erfolge
Atlético Mineiro
- Copa do Brasil: 2014
- Recopa Sudamericana: 2014
- Staatsmeisterschaft von Minas Gerais: 2015

Real Noroeste
- Staatsmeisterschaft von Espírito Santo: 2022

Portuguesa
- Staatspokal von Rio de Janeiro: 2023